# Pedro Lasarte
Pedro Lasarte Rodríguez-Mariátegui (12 de marzo de 1947) es un reconocido ensayista y educador peruano, muy bien conocido por sus estudios relacionados con la poesía y literatura virreinales del Perú y México, con énfasis en los autores Mateo Rosas de Oquendo y Juan del Valle y Caviedes. Desde 1987, es educador en la Universidad de Boston, también ha sido profesor visitante en otras universidades como la Universidad de Míchigan. Actualmente es miembro correspondiente de la Academia Peruana de la Lengua.

## Biografía
Pedro Lasarte, nace en Lima, Perú.  Hijo de Luis Lasarte Ferreyros, diplomático y ministro de estado del Perú, pasa sus primeros años en varios países europeos y latinoamericanos. Después de terminar sus estudios secundarios en Panamá ingresa a la Universidad Nacional de Ingeniería en Lima, Perú, para luego trasladarse a la Universidad de Texas en Austin, donde recibe una maestría en Estudios Latinoamericanos. De allí pasa a la Universidad de Míchigan, Ann Arbor, donde bajo la dirección del Profesor Cedomil Goic recibe un doctorado en lenguas y literaturas románicas. Se desempeña como profesor de literatura en Vassar College, la Universidad de Rochester, y desde 1987 es profesor titular en el departamento de Romance Studies en la Universidad de Boston.  
Su orientación como docente e investigador se centra en la historia y literaturas de los virreinatos del Perú y Méjico, con una concentración en la crítica textual.  Es autor de varios libros, entre ellos Sátira hecha por Mateo Rosas de Oquendo a las cosas que pasan en el Pirú, año de 1598 (Madison: HSMS, 2000), Lima satirizada (1598-1698): Mateo Rosas de Oquendo y Juan del Valle y Caviedes (Lima: Pontificia Universidad Católica del Perú, 2006), y Mateo Rosas de Oquendo Obra completa y poemas relacionados.  Estudio y edición crítica (Lima: Universidad Ricardo Palma, 2014).  Sus estudios literarios han aparecido en múltiples revistas académicas internacionales, y ha dictado un sinnúmero de conferencias en los Estados Unidos, Latinoamérica, y Europa. El profesor Lasarte fue Editor Asociado de Calíope, y en varias ocasiones fue elegido para ser miembro del Comité Editorial de la Revista Iberoamericana.  En el momento forma parte del Comité Editorial de la Colonial Latin American Review.  El profesor Pedro Lasarte recibió la beca de investigación John Carter Brown y fue profesor visitante en la Universidad de Míchigan.  Recientemente fue invitado a ser miembro de la Academia Peruana de la Lengua.

## Obras
- La victoria naval Peruntina. Estudio y edición crítica. (bajo revisión)
- Mateo Rosas de Oquendo, Obra completa y poemas relacionados. Estudio y edición crítica. (Lima: Universidad Ricardo Palma, 2019.)
- Lima satirizada (1598-1698): Mateo Rosas de Oquendo y Juan del Valle y Caviedes. (Lima: Universidad Católica del Perú, 2006.)
- Sátira hecha por Mateo Rosas de Oquendo a las cosas que pasan en el Pirú, año de 1598. Estudio y edición crítica (Madison: Hispanic Seminary of Medieval Studies, U. of Wisconsin, 1990.)

## Artículos
- Misreadings of Arthur Schopenhauer in Sin Rumbo by Eugenio Cambaceres. Sebastian Hüsh, ed. Philosophy and Literature and the Crisis of Metaphysics. Wüzburg: Verlag Köninghausen & Neuman, 2011, 403-413.
- El Macario mexicano de Juan Rulfo: diálogos culturales pre-cortesianos y europeos. Literatura a Ciencia Cierta: Homenaje a Cedomil Goic, Crítico y Maestro. Tamara Williams and Leopoldo Bernucci, eds. Newark: Juan de la Cuesta Hispanic Monographs, 2011, 281-290.
- La hibridez cultural europea-mexica en dos cuentos de Juan Rulfo. Cuaderni di Thule, 31 (2009), 185-92.
- El retrato satírico burlesco en la poesía de Juan del Valle y Caviedes y algunos diálogos literarios con Francisco de Quevedo. Ignacio Arellano and Antonio Lorente Medina, eds. Poesía satírica y burlesca en la Hispanoamérica colonial. Madrid: Iberoamericana, 2009, 227-238.
- Juan del Valle y Caviedes como lector de Francisco de Quevedo. La Perinola, 13 (2009), 79-88.
- Las bubas del Perú y Juan del Valle y Caviedes. Hostos Review, 3 (2005) 241-47.
- La sátira en el virreinato del Perú. Cuadernos Hispanoamericanos, 665 (2005), 45-52.
- No oyes ladrar los perros de Juan Rulfo: peregrinaje hacia el origen. Inti. Revista de literatura hispánica, 29 (1990), 101-18.
- Mateo Rosas de Oquendo: la sátira y el carnaval. Hispanic Review, 53 (1985), 415-36. [Reprinted in Cedomil Goic, Historia y crítica de la literatura hispanoamericana. 3 vols. (Madrid: Editorial Crítica, 1988), Vol. I, "Epoca colonial," 266-72.]